# Aparna Nancherla
Aparna Nancherla (Washington, 22 de agosto de 1982) es una actriz y comediante estadounidense de ascendencia india, reconocida por su aparición en el seriado Inside Amy Schumer y por haber escrito material para los shows Late Night with Seth Meyers y Totally Biased with W. Kamau Bell. Publicó su álbum de comedia debut Just Putting It Out There a través de la discográfica de Tig Notaro, Bentzen Ball Records, en julio de 2016.

## Filmografía

### Cine y televisión
| Año       | Título                            | Papel                  | Notas                                           |
| --------- | --------------------------------- | ---------------------- | ----------------------------------------------- |
| 2012–2013 | Totally Biased with W. Kamau Bell | Ella misma             | 9 episodios                                     |
| 2014      | The Chris Gethard Show            | Scrompin Nompin Nompin | 1 episodio                                      |
| 2015      | The Jim Gaffigan Show             | Ella misma             | 1 episodio                                      |
| 2016      | Netflix Presents: The Characters  | Aparna                 | 1 episodio                                      |
| 2016      | Inside Amy Schumer                | Aparna / Barista       | 2 episodios                                     |
| 2016      | Nightcap                          | Ella misma             | 1 episodio                                      |
| 2017      | Love                              | Lauren                 | 1 episodio                                      |
| 2017      | Master of None                    | Stephanie              | 1 episodio                                      |
| 2017      | Ginger Snaps                      | Kishy (voz)            | 10 episodios                                    |
| 2017      | HarmonQuest                       | Beauflecks Devrye      | 1 episodio                                      |
| 2017–2019 | Crashing                          | Anaya                  | 6 episodios                                     |
| 2017–2020 | BoJack Horseman                   | Hollyhock (voz)        | 13 episodios                                    |
| 2018      | 2 Dope Queens                     |                        | 1 episodio                                      |
| 2018      | High Maintenance                  | Daria                  | 1 episodio                                      |
| 2018      | Animals.                          | Dawn                   | 1 episodio                                      |
| 2018      | A Simple Favor                    | Sona                   |                                                 |
| 2018–2020 | Bob's Burgers                     | Susmita (voz)          | 1 episodio                                      |
| 2018      | Steven Universe                   | Jades / Nephrite (voz) | 2 episodios                                     |
| 2018–2020 | Corporate                         | Grace Ramaswamy        | 22 episodios                                    |
| 2019      | You're Not a Monster              | Nia Emissiona (voz)    | 10 episodios                                    |
| 2020      | Mythic Quest: Raven's Banquet     | Michelle               | 5 episodios                                     |
| 2020      | Mira, Royal Detective             | Meena (voz)            | 4 episodios                                     |
| 2020      | Space Force                       | Pella Bhat             | 3 episodios                                     |
| 2020      | Love Life                         | Naomi                  | 1 episodio                                      |
| 2020-2021 | Summer Camp Island                | Oddjobs / Opie (voces) | Episodios: Oddjobs / Arca "Betsy y el Fantasma" |
| 2020      | Golden Arm                        | Coco Cherie            |                                                 |
| 2021-     | The Great North                   | Moon (voz)             | Papel recurrente                                |
| 2021-     | The Ghost and Molly McGee         | Sheela (voz)           | Papel recurrente                                |
| 2022      | Search Party                      | Dr. Benny Balthazar    | 5 episodios                                     |
| 2022      | Fairview                          | Chelsea Hill (voz)     | Papel recurrente                                |
| 2022      | Lopez vs. Lopez                   | Dr. Pocha              | Papel recurrente                                |
| 2022      | The Drop                          | Mia                    |                                                 |
| 2023      | Molli and Max in the Future       | Rachel                 |                                                 |
| 2023      | Baby Shark's Big Movie            | Gillie (voz)           |                                                 |
| 2024      | Unfrosted                         | Purvis Pendleton       |                                                 |